# 아르가우 교통
아르가우 교통 AG(Aargau Verkehr AG, 약칭 AVA)는 스위스 아르가우주의 운송 회사이다. 2018년 6월 19일 BDWM 교통과 비넨탈 및 주흐렌탈 철도의 합병으로 설립되었다. 새로운 회사는 철도와 버스 서비스를 모두 운영하며 후자의 일부는 전액 출자 자회사인 리마트 버스 AG를 통해 제공된다.
아르가우주에 기반을 두고 있는 이 회사는 취리히와 루체른주에서도 서비스를 운영하고 있다.

## 역사
아르가우 교통은 BDWM 교통와 비넨탈 및 주흐렌탈 철도의 합병으로 2018년 6월 19일에 설립되었다. 합병으로 인해 이전에 비넨탈 및 주흐렌탈 철도와 아라우 버스운수를 통합했던 공동 AAR 버스+ 반 브랜드가 해체되었다.

## 노선

### 철도 노선
AVA는 다음 1,000mm 미터궤 철도 노선:
- 멘치켄-아르가우-쇠프트란트 노선, 이전에 비넨탈 및 주흐렌탈 철도에서 운영했다. 서비스는 아르가우 S-반 노선 S14로 운영된다.
- 브렘가르텐-디에티콘 라인, 이전에 BDWM 교통에서 운영했다. 서비스는 취리히 S-반 노선 S17로 운영된다.

회사는 또한 리마트탈 경전철 노선에서 취리히 알트슈테텐과 킬방엔 간의 서비스를 운영하는 계약을 체결했다. 이 노선은 현재 건설 중이지만 AVA 열차가 궁극적으로 취리히 트램 루트 2와 트랙을 공유하게 될 한 구간이 이미 트램 서비스를 위해 개통되었다.

### 버스 노선
AVA는 자체 이름으로 여러 버스 노선을 운영하고 있다.
- 초핑엔과 라이덴을 중심으로 하는 9개의 버스 노선 네트워크
- 볼렌에서 마이스터 슈반덴까지 340번 국도
- 브렘가르텐에서 취리히로 가는 444번 국도
- 레메취빌에서 취리히까지 고속 445번 국도

이 회사는 또한 전액 출자 자회사인 리마트 버스 AG를 통해 취리히와 킬방엔 사이의 10개 버스 노선 네트워크를 운영하고 있다. 이러한 서비스는 취리히 교통공사(VBZ)와의 계약 하에 운영되며, AVA가 아닌 해당 조직의 브랜드를 사용한다.